# HD125081
HD125081 — хімічно пекулярна зоря спектрального класу F3, що має видиму зоряну величину в смузі V приблизно  7,2.
Вона  розташована на відстані близько 562,3 світлових років від Сонця.

## Фізичні характеристики
Телескоп Гіппаркос зареєстрував фотометричну змінність  даної зорі з періодом    0,15 доби в межах від  Hmin= 7,47 до  Hmax= 7,41.

## Пекулярний хімічний склад
Зоряна атмосфера HD125081 має підвищений вміст 
Cr
.